# 每日给力
每日给力，全稱杭州每日给力科技有限公司是一家總部位於中華人民共和國浙江省杭州市西湖区西溪银泰商业中心的電子遊戲開發商和發行商，主要開發手機行動端遊戲。

## 歷史

### 獨立時期（2011-2016）
每日給力創始人丁懿，初中時就自學編程，2007年考入浙江大學。大學期間和朋友陈丞開發了「暗戀秘密」和「搶床位」等小遊戲，賺了100萬人民幣。2009年，丁懿首次擁有智能手機他察覺到手機平台未來的發展，於是和陈丞一起自學手機平台開發技術，並在學校召集同好。2011年，眾人畢業，丁懿、陈丞、冯泽龙一同註冊成立「每日給力」公司。2011年9月，每日給力第一款免費戰略遊戲《文明复兴》在App Store發佈，遊戲投入了25萬人民幣進行開發，當年公司還在虧損，次年2012年就憑藉《文明复兴》獲利1000萬人民幣，遊戲有在台灣地區發行，並獲得暢銷榜第一位。2013年，每日給力開發了針對歐美市場的《黑暗之光》，遊戲投入200萬進行開發，還有針對宅男用戶的《爱妹大作战》。同年，首席执行官丁懿認為中國大陸的手機遊戲市場已經飽和，競爭正日趨激烈，遊戲產業也會更為細分，未來發行應該交由專業的遊戲發行商，2015年每日給力開始發展海外市場。同年開發的《口袋联盟》由热酷游戏代理在中國大陸發行，每日給力從這個遊戲獲得千萬的簽約費和每月1200萬的營收。

### 金科文化時期（2016-至今）
公司在2011年創業初期就被風投機構估值1000萬並入股，每日給力當時並沒有使用風投的資金，只是將之存入銀行，等待公司業務穩定之後才使用。每日給力在2012年開始接受融資，7月被海外上市的遊戲公司估值5000萬，之後先後接到十幾家投資機構的入股請求，丁懿拒絕了這些請求，他認為公司目前應該做好產品，而且目前的投資人不夠「懂行」。2016年12月15日，中國大陸上市公司金科娛樂宣佈使用3億元人民幣收購每日给力全部股權。2017年，每日給力營收只有2289.85萬人民幣，低於收購時2500萬營收的業績承諾。2018年中国大陆收緊游戏版号發放，每日給力轉型製作微信小遊戲，5月推出《彩虹岛水果》等熱門微信小遊戲，2019年推出《光头探长》獲得微信“创意小游戏”稱號。2020年，每日給力開發抖音、快手平台小遊戲《一波超人》《光头探长2》，其中《一波超人》上架時獲得抖音遊戲排行榜首位。